# Cajanus scarabaeoides
Cajanus scarabaeoides är en ärtväxtart som först beskrevs av Carl von Linné, och fick sitt nu gällande namn av Louis Marie Aubert Du Petit-Thouars. Cajanus scarabaeoides ingår i släktet Cajanus och familjen ärtväxter. IUCN kategoriserar arten globalt som livskraftig.

## Underarter
Arten delas in i följande underarter:
- C. s. argyrophyllus
- C. s. pedunculatus
- C. s. scarabaeoides